# Helianthemum gorgoneum
Helianthemum gorgoneum är en solvändeväxtart som beskrevs av Philip Barker Webb. Helianthemum gorgoneum ingår i släktet solvändor, och familjen solvändeväxter. Inga underarter finns listade i Catalogue of Life.